# Zemský akciový pivovar
Zemský akciový pivovar je řemeslný minipivovar sídlící na Praze 4. 

## Produkce
Pivovar vaří spodně kvašený ležák „Zemské pivo“ a to desítku filtrovanou a nefiltrovanou; dále dvanáctku filtrovanou a nefiltrovanou. Rovněž uvařil dvě novinky pro český trh: piva typu India Brown Ale a Colorado Pale Ale ve spolupráci s "létajícím sládkem" Joshem Westem z denverského pivovaru Lone Tree Brewery v Coloradu.

## Historie
Pivovar byl založen v roce 2013 a v říjnu 2014 podepsal dlouhodobou nájemní smlouvu s městskou částí Praha 4 pro areál Dominikánského dvora v Braníku, v Praze 4, kde se vařilo pivo od roku 1626 do roku 1899, kdy měšťanští přestěhovali výrobu do tehdy nově postaveného Branického pivovaru.
Zastupitelstvo Městské části Praha 4 odhlasovalo pronájem Dominikánského dvora Zemskému pivovaru na 50 let. 36 zastupitelů hlasovalo pro, žádný nebyl proti a 5 se zdrželo hlasování. Dvůr měl být opraven a přestavěn na řemeslný pivovar, restauraci a hotel. 
V roce 2014 uzavřela městská část Praha 4 50letou nájemní smlouvu se Zemským pivovarem, který měl areál zrekonstruovat na řemeslný pivovar, restauraci a hospodu a hotel s pivními lázněmi. Investor obratem zpřístupnil areál pro místní komunitu a zprovoznil zde pivní zahradu. Následně se přesídlil do areálu a přestěhoval sem kanceláře a sklady. Investice v této fázi byla ve výši mnoho milion korun, ať už se to týkalo elektronické i fyzické zabezpečení prostoru, zajištění přívodu vody a elektřiny, rekonstrukce skladního prostoru, instalace mobilních kanceláří, investice do různých studií a povolovacích procesů, vybudování dětského hřiště, pořádání pivních slavností, pořádání letního divadla přímo na žádost MČ P.4 apod. Veškeré aktivity včetně letního divadla pro město hradila z vlastních prostředků. Přes veškeré snahy a dokázání prostředků pro potřebné investice, MČ P.4 vypověděla nájemní smlouvu a způsobila tím investorům škody zahraničním i českým investorům ve výši mnoha milion korun. Na MČ P.4 se v důsledku zmařené investice chystá žaloba o náhradu.

## Značka
Značka „Zemské“ je inspirována zemskými deskami, předlohou dnešní české ústavy, a Hynkem Berkou z Dubé, prvním zemským purkrabím, za jehož panování vzkvétalo české pivovarnictví za doby Zemských úřadů.
Pes v logu s hořící pochodní v tlamě je Domini Canes, neboli "pes boží" – symbolika historicky provázející Dominikánský řád. Traduje se, že matka Sv. Dominikána měla vidinu, jak jí pes s hořící pochodní v tlamě vyskakuje z lůna a podle toho ho pojmenovala „Dominicanus“, založeno právě ze slov Domini Canes. Dále při křtu byla vidět hvězda na jeho čele.